# Ernest Guiraud
Pour les articles homonymes, voir Guiraud.
Ernest Guiraud, né à La Nouvelle-Orléans le 23 juin 1837 et mort à Paris le 6 mai 1892, est un compositeur et professeur de musique français.

## Biographie

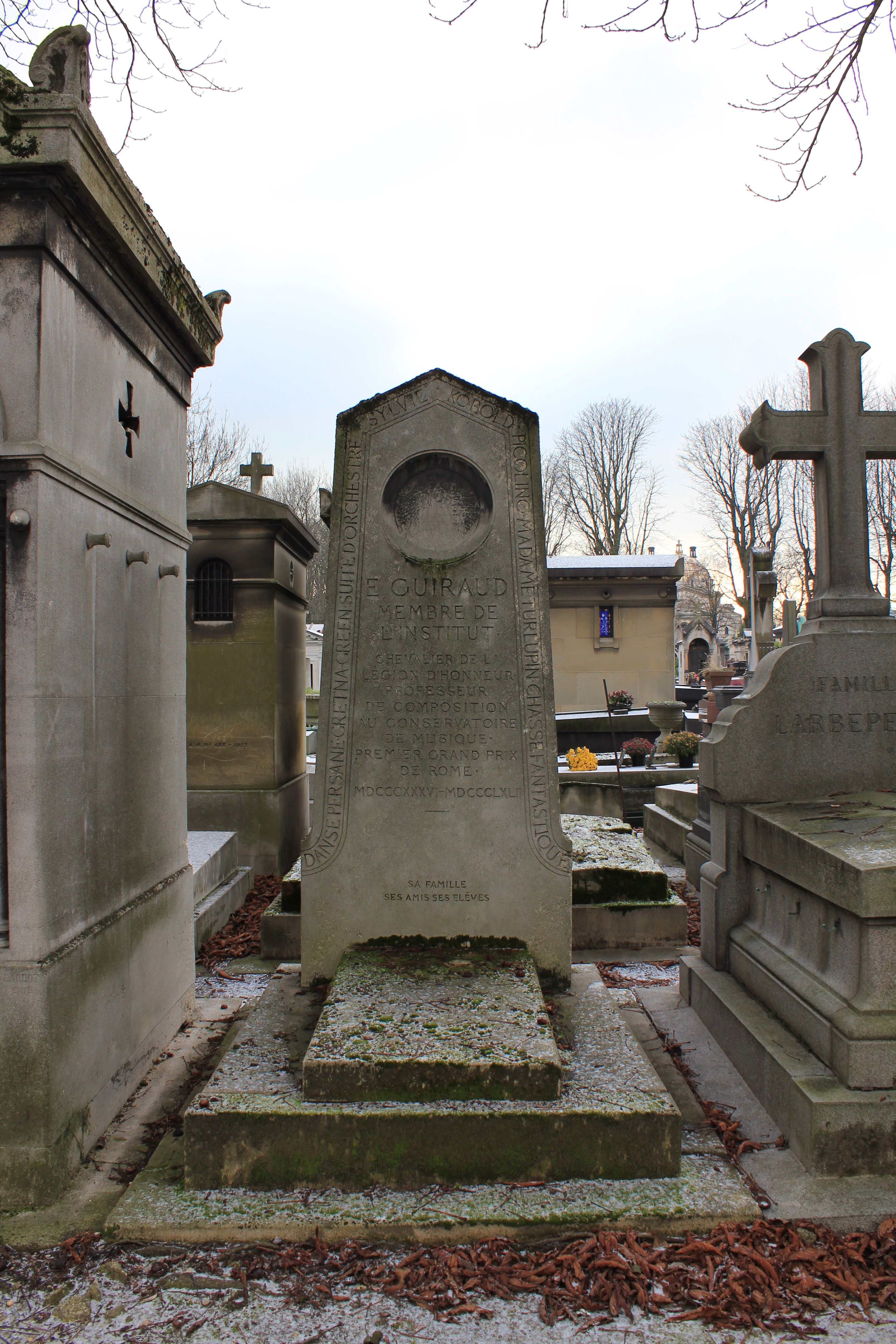
Tombe au cimetière du Père-Lachaise.

Il revient en France pour réparer les insuccès que son père Jean-Baptiste, compositeur et professeur, avait connus lors de concerts et de représentations théâtrales : Prix de Rome en 1827, l'amertume l'avait fait émigrer en Amérique. Au Conservatoire, il obtient le 1er prix de piano en 1858. Élève de Marmontel, Barbereau et de Jacques Fromental Halévy, il obtient en 1859, comme son père en 1827, le prix de Rome à l'unanimité, ce qui semble un exemple unique pour l'obtention de ce prix.
Il donne à l'Opéra-Comique Sylvie (1864), En prison (1869), Le Kobold (1870), Piccolino (1876), Galante aventure (1882). À l'Athénée, Madame Turlupin (deux actes qui eurent un grand succès en 1872). À l'Opéra, le ballet Le Forgeron de Gretna Green (1873).
Sa Première suite d'orchestre, exécutée en 1872 aux Concerts populaires, est bien accueillie, et la dernière partie, Carnaval, est parfois jouée. Il s'était lié d'une vive amitié avec Georges Bizet. Dans ce domaine, il enrichit l'opéra Carmen par des récitatifs en remplacement des dialogues originaux ; il en écrivit les deux suites symphoniques (ainsi d'ailleurs que la 2e suite tirée de L'Arlésienne). De même, il achève l'orchestration des Contes d'Hofmann de Jacques Offenbach. Son opéra Frédégonde (1895) est terminé par Camille Saint-Saëns.
Il est nommé professeur d'harmonie en 1876 puis de composition au Conservatoire en remplacement de Victor Massé en 1880. Il est élu membre de l'Académie des beaux-arts en 1891 et  Son enseignement était très apprécié et reconnu. Il a eu une influence bénéfique sur Claude Debussy — publication des notes prises au cours de discussions amicales par Maurice Emmanuel dans son livre consacré à Pelléas et Mélisande.
Paul Dukas, Erik Satie, Claude Debussy et André Gedalge ont été ses élèves. Il avait une compétence reconnue au niveau de l'harmonie et de l'orchestration.
Il meurt subitement d'un arrêt cardiaque alors qu'il allait commencer son cours au Conservatoire de musique et est inhumé au cimetière du Père-Lachaise (82e division).